# Sauvagesinella monstrosa
Sauvagesinella monstrosa là một loài bọ cánh cứng trong họ Bọ hung (Scarabaeidae).